# Salzstiegl
Salzstiegl est une petite station de ski située près de Hirschegg dans le sud du Land de Styrie en Autriche.